# María Teresa Rodríguez Barahona
María Teresa Rodríguez Barahona (Logronyo, 1949) és una política basca d'origen riojà. Funcionària de l'Institut Nacional d'Ocupació (INEM), n'ha estat directora provincial a Àvila (1985-1987) i a Àlaba (1987-1989). A les eleccions generals espanyoles de 1989 fou escollida senadora per Àlaba pel PSE-PSOE, però dimití el 1991 per ocupar la presidència de la Diputació Foral d'Àlaba. També ha estat diputada al Parlament Basc per PSE-EE el 1995-1998, el 1998-2001 i el 2001-2003.